# Справа фірми
Справа фірми — трилер 1991 року.

## Сюжет
Доля зводить двох спецагентів з КДБ та ЦРУ. Американці побажали викупити у КДБ свого агента, заарештованого в Росії за шпигунство. Однак, в момент передачі все пішло шкереберть.